# Meripilus maculatus
Meripilus maculatus är en svampart som beskrevs av Corner 1984. Meripilus maculatus ingår i släktet Meripilus och familjen Meripilaceae.   Inga underarter finns listade i Catalogue of Life.